# Arimaszpok

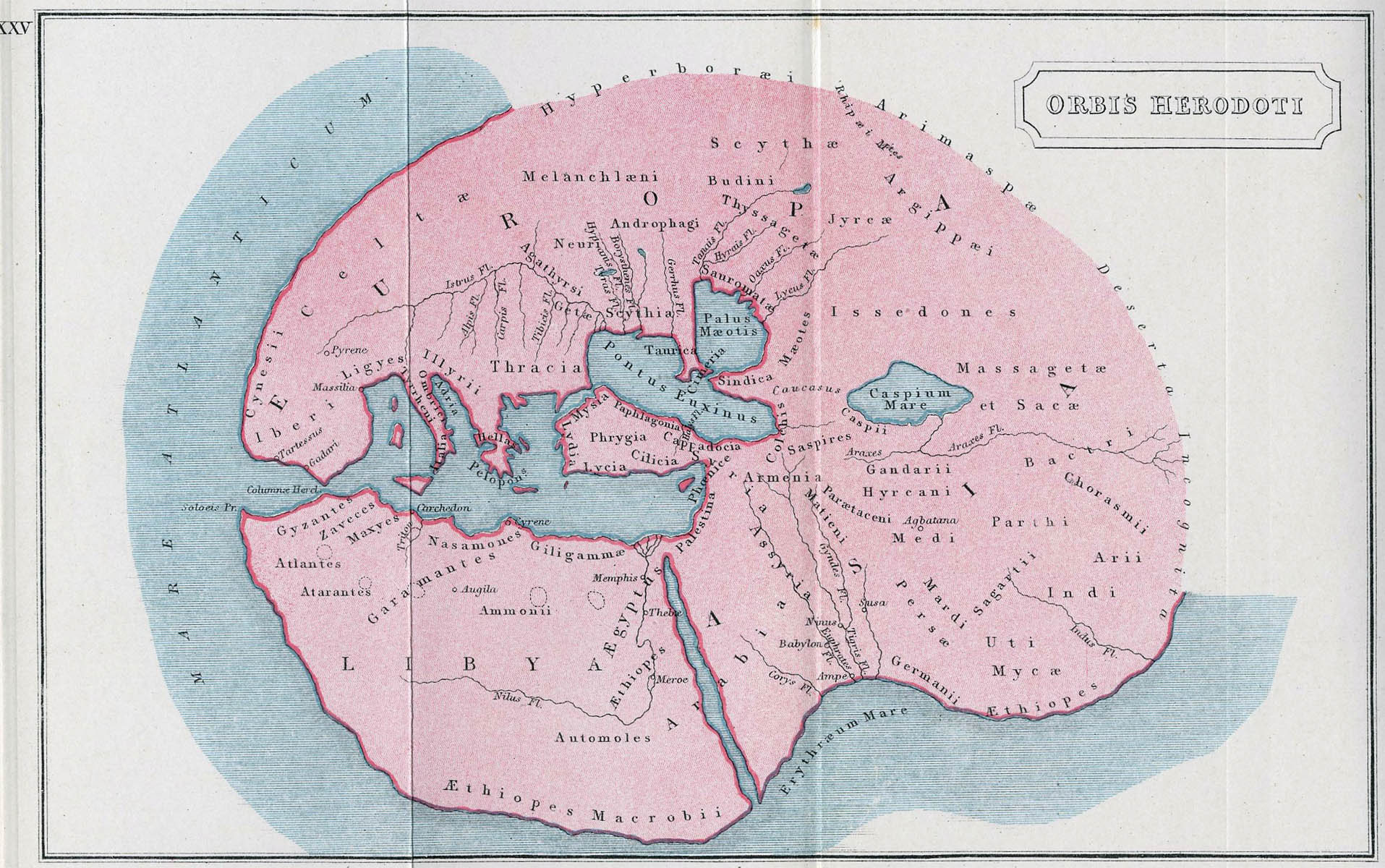
Az arimaszpok és szomszédaik lakóhelye Hérodotosz leírása szerint

Az arimaszpok (Ἀριμασποί) – ókori nép vagy népcsoport – valószínűleg az Altaj hegység vidékén laktak. Részletesebben ír róluk Hérodotosz, Ariszteasz elveszett művéből, az Arimaszpea (Ἀριμάσπεα) című hőskölteményből idézve.
Istvánovits Eszter és Kulcsár Valéria a leírás alapján az arimaszpokat a paziriki műveltség (i. e. 6–5. század) népességével kapcsolja össze.

## Történetük

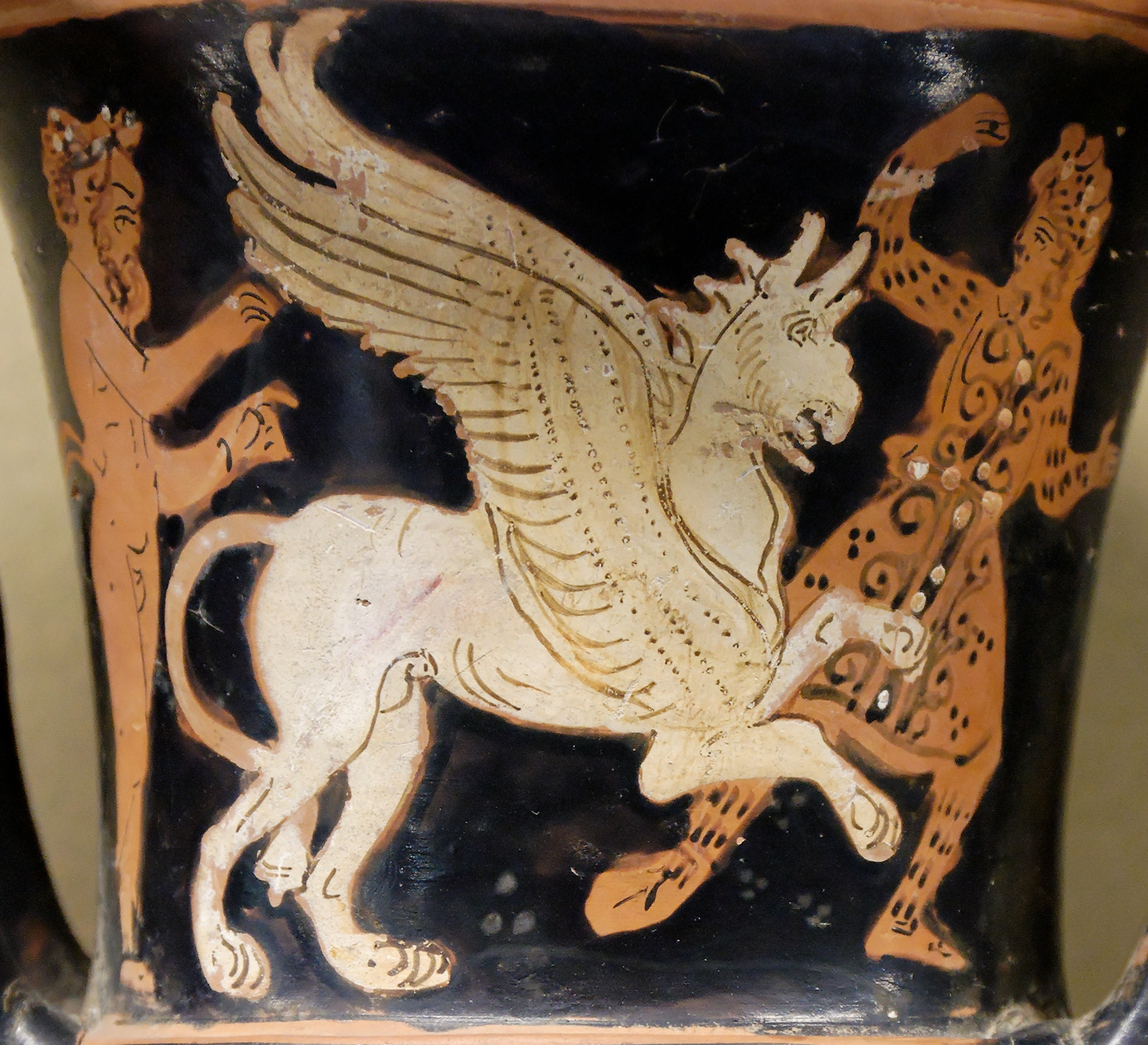
Szatír, griff és egyszemű ábrázolása egy attikai vörös alakos vázán (i. e. kb. 375–370.)

Ariszteasz, illetve Hérodotosz szerint közvetve az arimaszpok mozdították ki ősi lakóhelyükről a királyi szkítákat. Az egyszeműeknek is nevezett arimaszpok megtámadták az isszédokat. Ezek az Altaj vidékéről az Urál hegység keleti oldalára költöztek, és szomszédai lettek a királyi szkítáknak. A királyiak egy része, talán a harcias szomszédok miatt, nyugat felé vándorolt, elfoglalván a mesebeli kimmerek lakóhelyét a kelet-európai pusztán.
„De Aristeas, Caystrobius fia, proconnézi férfiu, verseket költvén mondá, hogy ő, Phöbustól ihletve levén, az issedónokig jutott; hogy az issedónokon túl laknak az arimaspok, egyszemű férfiak, s ezeken tul az aranyörző grypák, grifmadarak: ezeken tul pedig a hyperboreok (éjszakontúliak), kik elnyulnak a tengerig; hogy ezek mindnyájan, kivéve a hyperbóreokat, elkezdve az arimaspoktól, mindig megtámadják szomszédaikat; hogy az arimaspok kihajtották hazájokból az issedónokat; az issedónok a scythákat; a cimmerek pedig, kik a tenger déli részén laktak, a scythák által szorongattatva hagyták el hazájokat. Igy ez magokkal a scythákkal sem egyezik meg ezen országra nézve.” – Hérodotosz, IV. könyv, 13. szakasz (Télfy János fordítása).

## Nevük
Hérodotosz (IV. könyv, 27. szakasz) szerint az arimaszpoi név jelentése a szkíták nyelvén egyszeműek. Ugyanis az arima (αριμα) kifejezés értelme egy, a spou (σπου) szó jelentése pedig szem.
A szóban forgó nevet többen is próbálták iráni nyelvek alapján megfejteni (mivelhogy a tudomány képviselői a szkítákat általában iráni nyelvűeknek tartják): arima (oszét ærmæst: egyedüli, egyetlen; avesztai airime: csendes), valamint szpou (avesztai spas: megjövendöl; szanszkrit spaś: lát). Eszerint a görög hallás szerint lejegyzett szkíta arimaszpou (egyszemű) kifejezés iráni nyelvekből levezetett magyarázata egyetlen megjövendölő, egyetlen látó, csendes látó stb. lenne. A felsorolt iráni szófejtések aligha adják vissza a görögök hallása szerint lejegyzett szkíta szó tartalmát.
A 19. században számos feltevést gyártottak az arimaszpok nevével kapcsolatban, mondván, jelzőjüket – egyszemű – talán tévedés okán ragasztották rájuk. Nevüket, Wilhelm Tomaschek szerint, valójában arimaszpo (arimâçpô) alakban kellene lebetűzni. E kifejezés jelentése pedig a vadon élő pusztai ló birtokosai. Karl Neumann, a mongol nyelvet véve alapnak, félszeműeknek (eremdek) nevezi az arimaszpokat. Karl Müllenhoff szerint az arimaszp kifejezés értelme iráni nyelven engedelmes lovakkal bíró [nép] (airayma açpa).

## Szállásterületük
Hérodotosz leírása szerint az ismert világ északi peremén sok arany van, a kincset azonban griffek őrzik. Tőlük rabolják el az arimaszpok, akiktől végül az arany Európába jut. A mondottakat, bár lehet valóságalapjuk, általában a mesék birodalmába sorolják.
Aiszkhülosz művében – Leláncolt Prométheusz – a megnyúlt orrú griffek, Zeusz dühös kutyái, valamint az egyszemű lovas arimaszpok az alvilági rév mellett, az aranypatak körül tanyáznak.
Hérodotosz – leszámítva a mesés elemeket – hihető leírást ad arról, hogyan lehet eljutni az isszédokig. Olbia Pontiké görög gyarmatvárosból, illetve a Dnyeper torkolatától útnak induló szkíta kereskedők a Donnál hagyják el a királyi szkíták birodalmát. Észak felé, a szauromaták földjén át, tizenöt napig tartó út vezet a budinok és a gelónok fővárosához. E vidéken kanyarog az Oarosz (Οαρος) folyó, azaz a Volga. A budinok és a gelónok városától keleti-északkeleti irányban hét nap járóföldnyi pusztaság következik, majd a thüsszageták és a iürkák birtokai a Déli-Urál vidékén. A hegység erdős tájain honosak az argippaiok, az Urál keleti oldalán pedig, az Iszety és az Urál folyó mellékén, az isszédok országa található.
Van olyan vélemény is, miszerint az arimaszpok Belső-Ázsiában honos ural-altaji néptörzset képviseltek, és talán ők voltak a hunok ősei.